# 타일러 블랙켓
타일러 나단 블랙켓(Tyler Nathan Blackett, 1994년 4월 2일 ~ )는 잉글랜드의 축구 선수이다. 포지션은 센터백이며, 소속팀은 로더럼 유나이티드이다. 그는 바베이도스와 자메이카 국적을 모두 가지고 있기 때문에 잉글랜드, 바베이도스, 자메이카 총 3 국가대표팀에서 활약할 수 있다.